# 黃自泰
黃自泰（16世紀—17世紀），字體白，南直隸安慶府太湖縣人，明朝、南明政治人物。

## 生平
黃自泰是天啟七年（1627年）丁卯科應天鄉試舉人，授南京戶部司務，陞主事，奉命到常德採銅，商民兩便，南明隆武年間陞湖廣驛鹽道副使。他個性磊落、才識過人，崇尚詩酒，著作甚多，但均毀於兵火。

## 引用
1. 1 2  民國《太湖縣志·卷二十·人物志》：黃自泰，字體白，天啟丁卯舉人，任南京戶部司務，厯主事，奉差採銅常德，商民兩便，陞湖廣驛鹽道。性磊落不阿、才雄學贍，雅尚詩酒，多所著作，惜㪚於兵燹罕有存者。
2. ↑  錢海岳《南明史·卷四十八·列傳第二十四》：同（劉柱國）時湖廣司道：……黃自泰，字體白，太湖人。天啟七年舉於鄉。南京戶部主事、湖廣驛傳副使。